# Борленге
Борленге (швед. Borlänge) град је у Шведској, у средишњем делу државе. Град је у оквиру Даларнског округа, чији је највећи град, али не и управно седиште (то је суседни Фалун). Борленге је истовремено и седиште истоимене општине.

## Природни услови
Град Борленге се налази у средишњем делу Шведске и Скандинавског полуострва. Од главног града државе, Стокхолма, град је удаљен 220 км северозападно.
Рељеф: Борленге се развио у области Даларна у оквиру историјске покрајине Норланд. Подручје града је брдовито, док се ка западу издижу планине. Надморска висина се креће 120-150 м.
Клима у Борленгеу влада оштрији облик континенталне климе.
Воде: Борленге се развио у унутрашњости. Градско језгро се сместило на обалама реке Дал. Око града постоји низ мањих ледничких језера.

## Историја
Подручје на месту данашњег града насељено је у раном средњем веку. Први помен Борленгеа везује се за годину 1390. Насеље је следећих векова било село без већег значаја.
Развој Борленгеа започиње крајем 19. века са проласком железнице и доласком индустрије. Почетком 20. века ту се изграђује велики погон папирне индустрије. Борленге добија права трговишта 1890. године, а 1941. и градска права. Цео 20. век обележен је развојем. Ово благостање траје и дан-данас.

## Становништво
Борленге је данас град средње величине за шведске услове. Град има око 42.000 становника (податак из 2010. г.), а градско подручје, тј. истоимена општина има око 49.000 становника (податак из 2010. г.). Последњих деценија број становника у граду стагнира.
До средине 20. века Борленге су насељавали искључиво етнички Швеђани. Међутим, са јачањем усељавања у Шведску, становништво града је постало шароликије, али опет мање него у случају других већих градова у држави.

## Привреда
Данас је Борленге савремени индустријски град са посебно развијеном индустријом и то нарочито тешком (папирна, метална и сл.). Некадашњи рудник је затворен. Последње две деценије посебно се развијају трговина, услуге и туризам.

## Галерија
- Градско приобаље
- Мисионарска црква
- Погони папирне индустрије
- Тржни центар „Куполен“